# Garcinia pushpangadaniana
Garcinia pushpangadaniana är en tvåhjärtbladig växtart som beskrevs av T.Sabu, N.Mohanan, Krishnaraj och Shareef. Garcinia pushpangadaniana ingår i släktet Garcinia och familjen Clusiaceae. Inga underarter finns listade i Catalogue of Life.